# Amraica
Amraica là một chi bướm đêm thuộc họ Geometridae.

## Các loài
- Amraica debrunnescens (Prout, 1926)
- Amraica ponderata Felder
- Amraica praeparva Prout
- Amraica recursaria (Walker, 1860)
- Amraica solivagaria (Walker, 1866)
- Amraica superans (Butler, 1878)